# Christopher Lovelock
Pour les articles homonymes, voir Lovelock (homonymie).
Christopher Lovelock, né le 12 juillet 1940 et mort le 24 février 2008, est un professeur britannique de marketing management à l'université Yale, spécialiste des services.

## Biographie
Il a écrit une quarantaine d'ouvrages et est l'auteur d'une classification des services.
En 2004, il a proposé un nouveau paradigme : production, leasing, location, service.
Il liste sept  différences distinctives entre le marketing management des services et le marketing des produits :
- la nature de la production
- la grande implication des clients dans le processus de production
- la part d'humain dans la production
- les grandes difficultés à maintenir des standards de contrôle de qualité
- l'absence d'inventaire
- l'importance du facteur temps
- la structure des canaux de distribution.

## Classification des services
Il distingue quatre grandes catégories de service (ou de prestation ou de servuction).
Il les différencie :
- d'une part par la nature de la prestation : l'action concrète, tangible celle d'un kiné ou d'un coiffeur qui fait physiquement quelque chose ou bien l'action psychologique, intellectuelle, immatérielle, d'un professeur, d'un psychothérapeute ou d'un expert-comptable ;
- et d'autre part, par l'objet du service, ce sur quoi il porte : des personnes (leur corps ou leur esprit) ou des choses (tangibles ou intangibles comme les chiffres).

Cela donne une matrice 2 x 2 :
- Les services concrets rendus aux personnes : les coiffeurs, les transports de personnes, les soins médicaux et chirurgicaux, etc.
- Les services concrets portant sur des choses ; le transport de fret, le nettoyage à sec, la réparation automobile, le dépannage domestique ou professionnel (ascenseur, etc.)
- Les services abstraits s'adressant à l'intelligence ou au sens : enseignement, divertissement
- Les services portant sur des entités intangibles, numériques : compte bancaire, crédit, assurances.

| .                     | Personnes | Biens |
| --------------------- | --------- | ----- |
| Actions concrètes     |           |       |
| Actions immatérielles |           |       |